# يويا يوكوياما
يويا يوكوياما (باليابانية: 横山雄哉؛ بالكانا: よこやま ゆうや) هو لاعب محترف لكرة القاعدة ‏ ياباني، ولد في 21 فبراير 1994 في ناكاياما ‏ في اليابان.

## وصلات خارجية
- يويا يوكوياما على موقع الدوري الياباني لكرة القاعدة (الإنجليزية)
- يويا يوكوياما على موقعبيزبول رفرنس.كوم (الدوري الثانوي) (الإنجليزية)